# دينيس داوبي
دينيس داوبي (بالألمانية: Dennis Daube)‏ (11 يوليو 1989 بهامبورغ في ألمانيا - ) هو لاعب كرة قدم ألماني في مركز الوسط. لعب مع نادي سانت باولي ويونيون برلين.

## روابط خارجية
- دينيس داوبي على موقع قاعدة بيانات كرة القدم.إي يو (الإنجليزية)
- دينيس داوبي على موقع بيانات كرة القدم. دي إي (الألمانية)
- دينيس داوبي على موقع Soccerway.com (الإنجليزية)
- دينيس داوبي على موقع عالم كرة القدم.نت (الإنجليزية)